# Cazador, la película
Cazador, la película es una película de Argentina filmada en colores codirigida por Georgina Zanardi y Marcelo Leguiza sobre el guión de Jorge Lucas basado en la historieta de su autoría Cazador de Aventuras. Tuvo un preestreno en la XXa edición del Festival Buenos Aires Rojo Sangre, el viernes 29 y el sábado 30 de noviembre de 2019 y se estrenó el 3 de diciembre de 2019. 

## Sinopsis
Melkor, es un demonio rebelde que desata en Buenos Aires una invasión de zombis y demonios que solamente puede detener el Cazador, esta bestia-hombre al que solo le interesa comer y tener sexo.

## Reparto
Participaron del filme los siguientes intérpretes:
- Luis María Montanari como Cazador
- Germán Baudino como Melkor
- Pablo Pinto como Hunter/"Hamster"
- Julio Cesár Pierangeli como Julitoxx 21
- Luis Postestá como Luchoxx 20, Majestuoso Rey de Marte
- Fabián Calixto como Titoxx
- Mariano Urex como Michoxx
- Carlos Benincasa como Anteojete
- Daniel Müller como Capitán Barato
- Tomás Carrascosa como Papa Pancho I
- Dani Zalenco como Milita Barrio
- Eduardo Orenstein como Sir Edward Evil Orenstin
- Alejandro Parrilla como Superpibitus
- Robertino Pann como Coronel Ricura
- Ezequiel Hansel como El Dié
- Juan Ignacio Velázquez como El Cacique
- Gala Cacchione como Bettie Segunda, Reina de Marte
- Nicolás Jurado como Tío Pastafrola
- Esteban Prol como Esteban Prol

## Declaraciones del codirector Marcelo Leguiza
Marcelo Leguiza declaró:

“El Cazador fue mi primer contacto con el humor mas bizarro en un comic argentino, después de El Eternauta. Fue el primer cómic argentino que me gustó. El tío de un compañero de la escuela tenía un puesto en parque Rivadavia y era el tío buena onda. Nos regalaba revistas porno y el número de El Cazador”… Me gustan mucho los cómics y  El Cazador en lo personal me marcó el humor también… Esta película del Cazador representa el 100%  del personaje, por lo cual la producción es 100% independiente, dándonos total libertad para hacer lo que queramos. Nosotros apuntamos a una segunda parte”.